# Tigerkaka

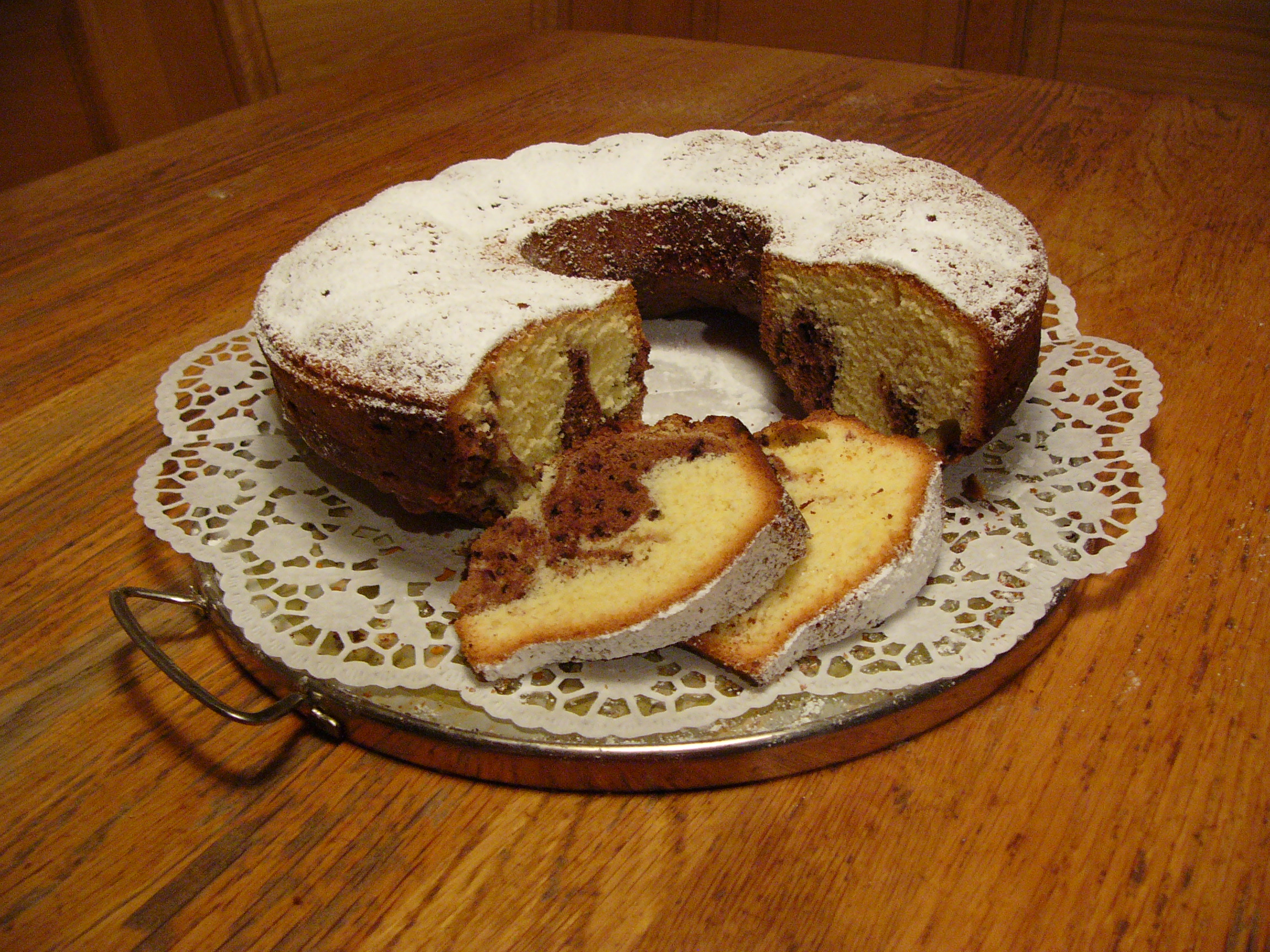
Tigerkaka

Tigerkaka är en blandning av choklad- och sockerkaka.
Större delen är sockerkaka. Därefter tillsätts en lite mindre del sockerkakssmet blandad med kakao, och tigerkakan får sina karakteristiska tigerränder. Normalt sett är 2/3 av kakan vanlig sockerkaka och 1/3 smaksatt med choklad, men det går att öka/minska efter behag.
Tigerkakan går även att göra gluten- och laktos/mjölkfri. Vid glutenfri tigerkaka används glutenfri mjölmix istället för vetemjöl. Vid laktosfri tigerkaka används margarin eller mjölkfritt smör och laktosfri mjölk. Vid helt mjölkfri tigerkaka används margarin eller mjölkfritt smör och exempelvis sojamjölk som substitut till mjölk.
Om man bakar med glutenfritt mjöl brukar man ta i lite extra, för att göra smeten mindre vattnig.